# Communauté de communes des Portes Euréliennes d’Île-de-France
Die Communauté de communes des Portes Euréliennes d’Île-de-France ist ein französischer Gemeindeverband mit der Rechtsform einer Communauté de communes im Département Eure-et-Loir in der Region Centre-Val de Loire. Der Gemeindeverband wurde am 1. Januar 2017 gegründet und umfasst 39 Gemeinden. Der Verwaltungssitz befindet sich im Ort Épernon.

## Historische Entwicklung
Der Gemeindeverband entstand mit Wirkung vom 1. Januar 2017 durch die Fusion der Vorgängerorganisationen
- Communauté de communes des Quatre Vallées,
- Communauté de communes du Val Drouette,
- Communauté de communes des Terrasses et Vallées de Maintenon,
- Communauté de communes du Val de Voise und
- Communauté de communes de la Beauce Alnéloise.

Mit Wirkung vom 1. Januar 2018 verringerte sich die Anzahl der Mitgliedsgemeinden von 55 auf 39:
- 12 Gemeinden wechselten zur Communauté d’agglomération Chartres Métropole und
- 4 Gemeinden wechselten zur Communauté de communes Cœur de Beauce.

## Mitgliedsgemeinden
| Gemeinde                                                      | Einwohner 1. Januar 2022 | Fläche km² | Dichte Einw./km² | Code INSEE | Postleitzahl |
| ------------------------------------------------------------- | ------------------------ | ---------- | ---------------- | ---------- | ------------ |
| Aunay-sous-Auneau                                             | 1.511                    | 19,41      | 78               | 28013      | 28700        |
| Auneau-Bleury-Saint-Symphorien                                | 6.354                    | 34,29      | 185              | 28015      | 28700        |
| Bailleau-Armenonville                                         | 1.322                    | 17,46      | 76               | 28023      | 28320        |
| Béville-le-Comte                                              | 1.693                    | 20,12      | 84               | 28039      | 28700        |
| Bréchamps                                                     | 365                      | 5,43       | 67               | 28058      | 28210        |
| Châtenay                                                      | 236                      | 10,27      | 23               | 28092      | 28700        |
| Chaudon                                                       | 1.689                    | 11,34      | 149              | 28094      | 28210        |
| Coulombs                                                      | 1.371                    | 12,48      | 110              | 28113      | 28210        |
| Croisilles                                                    | 423                      | 5,72       | 74               | 28118      | 28210        |
| Droue-sur-Drouette                                            | 1.204                    | 5,26       | 229              | 28135      | 28230        |
| Écrosnes                                                      | 860                      | 23,27      | 37               | 28137      | 28320        |
| Épernon                                                       | 5.509                    | 6,45       | 854              | 28140      | 28230        |
| Faverolles                                                    | 818                      | 9,94       | 82               | 28146      | 28210        |
| Gallardon                                                     | 3.537                    | 11,27      | 314              | 28168      | 28320        |
| Gas                                                           | 730                      | 11,97      | 61               | 28172      | 28320        |
| Hanches                                                       | 2.710                    | 16,04      | 169              | 28191      | 28130        |
| La Chapelle-d’Aunainville                                     | 243                      | 7,5        | 32               | 28074      | 28700        |
| Le Gué-de-Longroi                                             | 889                      | 6,9        | 129              | 28188      | 28700        |
| Les Pinthières                                                | 164                      | 4,01       | 41               | 28299      | 28210        |
| Léthuin                                                       | 240                      | 7,18       | 33               | 28207      | 28700        |
| Levainville                                                   | 377                      | 5,55       | 68               | 28208      | 28700        |
| Lormaye                                                       | 683                      | 1,43       | 478              | 28213      | 28210        |
| Maisons                                                       | 403                      | 9,5        | 42               | 28230      | 28700        |
| Mévoisins                                                     | 622                      | 4,28       | 145              | 28249      | 28130        |
| Mondonville-Saint-Jean                                        | 93                       | 5,44       | 17               | 28257      | 28700        |
| Morainville                                                   | 17                       | 3,82       | 4                | 28268      | 28700        |
| Néron                                                         | 699                      | 19,04      | 37               | 28275      | 28210        |
| Nogent-le-Roi                                                 | 4.023                    | 13,01      | 309              | 28279      | 28210        |
| Pierres                                                       | 2.792                    | 10,41      | 268              | 28298      | 28130        |
| Saint-Laurent-la-Gâtine                                       | 463                      | 6,95       | 67               | 28343      | 28210        |
| Saint-Lucien                                                  | 278                      | 8,71       | 32               | 28349      | 28210        |
| Saint-Martin-de-Nigelles                                      | 1.581                    | 12,31      | 128              | 28352      | 28130        |
| Saint-Piat                                                    | 1.121                    | 11,29      | 99               | 28357      | 28130        |
| Senantes                                                      | 537                      | 7,57       | 71               | 28372      | 28210        |
| Soulaires                                                     | 474                      | 5,87       | 81               | 28379      | 28130        |
| Vierville                                                     | 110                      | 6,81       | 16               | 28408      | 28700        |
| Villiers-le-Morhier                                           | 1.359                    | 10,39      | 131              | 28417      | 28130        |
| Yermenonville                                                 | 624                      | 5,04       | 124              | 28423      | 28130        |
| Ymeray                                                        | 574                      | 6,85       | 84               | 28425      | 28320        |
| Communauté de communes des Portes Euréliennes d’Île-de-France | 48.698                   | 400,58     | 122              | –          | –            |